# 埃西斯 (埃纳省)
埃西斯（法語：Essises，法語發音：[esiz]）是法国上法蘭西大區埃纳省的一个市镇，属于蒂耶里堡区。

## 地理
埃西斯（48°57'44"N, 3°25'11"E）面积7.31 平方千米，位于法国上法蘭西大區埃纳省，该省份为法国北部内陆省份，北起北部省，西接索姆省和瓦兹省，东临阿登省和马恩省，西南至塞纳-马恩省，东北部与比利时接壤。
与埃西斯接壤的市镇（或旧市镇、城区）包括：拉沙佩勒叙谢济、马恩河畔谢济、蒙福孔、内勒拉蒙塔涅。

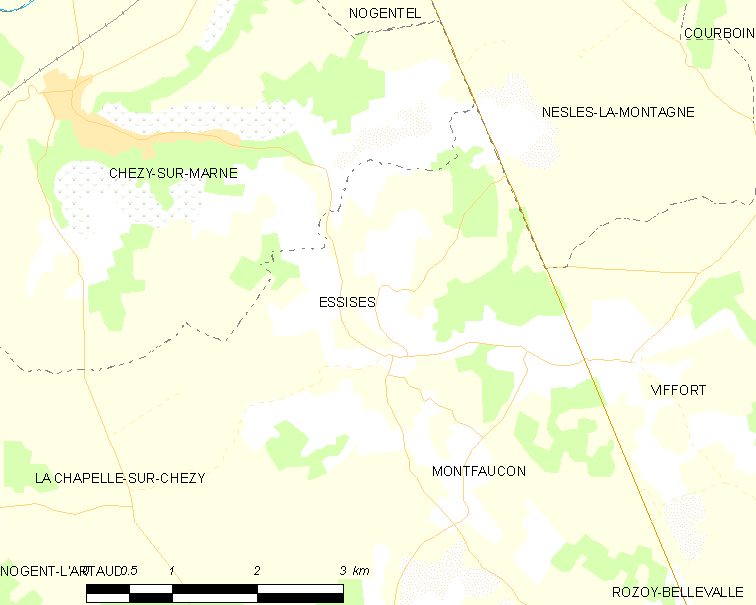
的OSM定位图

埃西斯的时区为UTC+01:00、UTC+02:00（夏令时）。

## 行政
埃西斯的邮政编码为02570，INSEE市镇编码为02289。

## 政治
埃西斯所属的省级选区为马恩河畔埃索姆县。

## 人口

1962-2008年间人口变化图示

埃西斯于2022年1月1日时的人口数量为412人。